# Cornel Emilian Râpă
Cornel Emilian Râpă (Galați, Rumania, 16 de enero de 1990) es un futbolista internacional rumano. Juega en la posición de defensa en el F. C. UTA Arad que milita en la Liga I.

## Selección nacional
Ha sido internacional con la selección de fútbol de Rumania en cinco ocasiones. Debutó el 17 de noviembre de 2010 contra Italia, partido que finalizó en empate a un gol.

## Clubes
| Club                | País    | Año       |
| ------------------- | ------- | --------- |
| F. C. Oțelul Galați | Rumania | 2008-2013 |
| Steaua de Bucarest  | Rumania | 2013-2016 |
| Pogoń Szczecin      | Polonia | 2016-2018 |
| K. S. Cracovia      | Polonia | 2018-2024 |
| F. C. UTA Arad      | Rumania | 2024-     |

## Palmarés

### Títulos nacionales
| Título               | Club                | País    | Año     |
| -------------------- | ------------------- | ------- | ------- |
| Liga I               | F. C. Oțelul Galați | Rumania | 2010-11 |
| Supercopa de Rumanía | F. C. Oțelul Galați | Rumania | 2011    |
| Liga I               | Steaua de Bucarest  | Rumania | 2012-13 |
| Supercopa de Rumania | Steaua de Bucarest  | Rumania | 2013    |
| Liga I               | Steaua de Bucarest  | Rumania | 2013-14 |
| Cupa Ligii           | Steaua de Bucarest  | Rumania | 2014-15 |
| Liga I               | Steaua de Bucarest  | Rumania | 2014-15 |
| Copa de Rumania      | Steaua de Bucarest  | Rumania | 2014-15 |
| Cupa Ligii           | Steaua de Bucarest  | Rumania | 2015-16 |
| Copa de Polonia      | K. S. Cracovia      | Polonia | 2019-20 |
| Supercopa de Polonia | K. S. Cracovia      | Polonia | 2020    |